# Église Saint-Germain de Cerisé
L'église Saint-Germain est une église catholique située à Cerisé, en France.

## Localisation
L'église est située dans le département français de l'Orne, sur la commune de Cerisé.

## Historique
L'édifice est classé au titre des monuments historiques en 2001.